# DDT rock
DDT Rock es un grupo de Andalucía, más concretamente de Jerez de la Frontera en Cádiz, formado a finales de los años ochenta en el que confluyen varios estilos musicales y marcado por un profundo compromiso social.

## Historia
El grupo DDT Rock comienza su andadura a finales de 1989 en Jerez de la Frontera, provincia de Cádiz, con el nombre Bulevar compuesto por integrantes de otras bandas que ya eran reconocidas en su ciudad natal, como La Mano Negra, Bunkers, Liedellweis o Spoker, entre las más destacadas. Con el nombre de Bulevar llegaron a dar numerosos conciertos, ganando gran popularidad sobre todo en la provincia de Cádiz y fue precisamente esa popularidad la que los llevó al cambio de nombre, pues hubo un conflicto en los derechos de nomenclatura al haber otra banda con ese mismo nombre en el mercado musical, y tenerlo esta registrado con anterioridad.
El grupo ha sufrido varios cambios en sus componentes a lo largo de su trayectoria de 30 años, que ha ido aportando frescura e ideas nuevas, que les ha llevado a consolidar una formación que en la actualidad son una de las que más actuaciones en directo ha realizado, aproximadamente más de mil conciertos tanto como cabeza de cartel como teloneros de destacadas bandas a nivel nacional, e incluso internacional, como Revolver, Cristina y los Subterráneos, Gatos Locos, No me pises que llevo chanclas, Las Balas, Rey de copas, incluso llegando ser teloneros de El Lebrijano dándole una nota un tanto pintoresca al momento.
Su sonido viene influenciado de muy diversos estilos ya que sus miembros provienen de todo tipo de estilo musical (country, jazz, sinfónico, pop, rock, heavy metal, punk rock..). Sin embargo consiguen hacerse con un sonido muy propio y particular que han ido puliendo durante estos años y que ha quedado patente en las grabaciones de casetes, vinilos y CD que han realizado hasta la fecha.
DDT rock cuenta con la actualidad con cuatro maquetas, un sencillo promocional en vinilo Viejo Vaquero , con dos canciones, grabado en Ubrique por el estudio Matasellos y cuatro discos, D.D.T. Rock publicado en 1995, grabado en los estudios La Kaleta Records, y otro publicado en 2008 titulado 'Desenchufaos' un disco en acústico donde darían forma a nuevos temas, y retomarían antiguos adaptándolos a los nuevos tiempos, sirviendo como enlace entre la antigua etapa de D.D.T. Rock, y la que se está forjando en estos momentos, 2009 publicarían Fuera de la Ley y en 2012 Mala además tienen multitud de participaciones en discos recopilatorios de grupos de Jerez, y apariciones en multitud de eventos como en 6 grupo 6 incluido en el CD la edición 1993.
El grupo se disolvería al poco de tocar en el Espárrago Rock en 1996, celebrado en Jerez de la Frontera, donde compartirían cartel entre otras banda con, Extremoduro, Gamma Ray, Sex Museum, Hamlet, The kilers Barbies, Color Humano, Tabletón, Los Hermanos Dalton..., por los compromisos familiares de algunos componentes, durante ese tiempo Juan Carlos Torreira (guitarrista), formaría parte de los Inestables con Dani Quiñones (Los Delincuentes), durante algunos años.
En 2007 los componentes principales Juan Carlos y Francisco Sánchez deciden reunir la banda otra vez, para grabar un nuevo disco en 2008, llamado Desenchufaos' donde participaría un nuevo componente  Alberto Pinto (Hora Zulú) y la también colaboración de Paco Cifuentes, Rafa ('Los Delincuentesss'), David ('Lajambre) y Pepe Torres ('Lajambre')
En enero de 2009 comienza la grabación del que será su tercer disco titulado "Fuera de la Ley", que saldrá a la venta a mediados del 2009
En octubre de 2009 publican el que será su tercer álbum Fuera de la Ley con un diseño en la línea del anterior disco Desenchufaos, esta vez ambientado en el lejáno oeste, y en aquellos hombres que eran capaces de hacer cualquier cosa para sobrevivir, los temibles pistoleros, en el cual se reúnen viejos componentes como Pepe Torres o Juan Carlos Torres con los actuales, y de nuevo se reinventan a sí mismo con la utilización del bottleneck o slide guitar que aumentará esa atmósfera de western. La gira se llamaría Somos unos Forajidos y empezaría en una pequeña sala de Alahurín de la Torre en Málaga, llamado Zeppeling donde se rencontraron con el antiguo baterista Juan Carlos Torres.
Una vez asentada la banda con los nuevos componentes Diego Cancela y Juan Aubin realizan un concierto el 22 de junio de 2010 en Trebujena en la provincia Cádiz donde asisten alrededor de 3.000 personas, demostrando una vez más que el proyecto sigue aún muy vivo, y que no está exento de nuevos cambios que le den la fuerza suficiente para resistir los tiempos turbulentos que se avecinan.
A finales del año 2010 la banda tiene que hacer de nuevo un parón, debido a problemas de salud de familiares de los componentes, que les obliga a estar fuera del escenario hasta febrero de 2011: durante ese periodo Patricio de los Santos, bajista de la banda original, decide volver coger el bajo tras varios años inactivo musicalmente, pasando Diego Cancela a tocar la guitarra, instrumento con el que está más familiarizado y donde puede explotar al máximo su talento y capacidad.
En enero del 2012 sacan su cuarto disco "Mala", donde se incorpora Manuel Méijome Tejero al banjo, y colabora Elena Jiménez Parra, al clarinete llenando de matices swing a la banda que se mezcla con un rock muy trabajado, y algunos ritmos latinos.
En 2015 publicarían su quinto disco, Five.
En 2024 Francisco Sánchez decide retirarse y el grupo decide en principio que el peso de la voz, lo tomarían entre Patricio y Juan principalmente, pero acaban conociendo a Javier Ortega, que le da un enfoque más potente y energético, cambiando la dinámica del grupo a un estilo más vitalista, alegre y dinámico.

## Discografía

### Álbumes
| Año de publicación | Título                         | Discográfica      | Notas                     |
|                    | Viejo Vaquero                  | Trilita           | Primer single de la banda |
| 1995               | DDTRock                        | La Kaleta Records | Primer álbum de la banda  |
| 2008               | Desenchufaos                   | PlisPlasRecords   | Álbum de reencuentro      |
| 2008               | Donde Siempre Acaban las Cosas | D.D.T Rock        | Single                    |
| 2009               | Fuera de la Ley                | PisPlasRecords    |                           |
| 2009               | Atrapado por una Guitarra      | D.D.T Rock        | Single                    |
| 2009               | Andando por las Calles         | D.D.T Rock        | Single                    |
| 2009               | Los Inmortales                 | D.D.T Rock        | Single                    |
| 2011               | Mala                           | PisPlasRecords    |                           |
| 2012               | Nada de Nada                   | D.D.T Rock        | Single                    |
| 2015               | Five                           | D.D.T Rock        |                           |
| 2017               | Al Sur                         | D.D.T Rock        | Single                    |
| 2017               | No Se Nada De Ti               | D.D.T Rock        | Single                    |
| 2020               | De Música Ligera               | D.D.T Rock        | Single                    |
| 2020               | Carolina                       | D.D.T Rock        | Single                    |
| 2020               | Escuela de Calor               | D.D.T Rock        | Single                    |
| 2020               | 30 Años De Rock                | D.D.T Rock        |                           |
| 2021               | Donde el Sol Se Esconde        | D.D.T Rock        | Single                    |

### Otros CD
| Año de publicación | Título                                | Notas                                                                                                |
| 1993               | 6Grpos6                               | Participan por ganar el concurso musical 6Grupos6 creado por el Ayuntamiento de Jerez de la Frontera |
|                    | Musca de Jerez contra la intolerancia | Disco recopilatorio formado por bandas de Jerez en contra de la Intolerancia                         |

### Videoclips
| Año de publicación | Título                                                |
| 2017               | Ha Pasado Tanto Tiempo                                |
| 2018               | Escuela de Calor                                      |
| 2018               | Carolina                                              |
| 2021               | La Carta                                              |
| 2021               | Al Sur                                                |
| 2021               | Donde el Sol se Esconde                               |
| 2022               | Todo es Tan Extraño                                   |
| 2022               | Andando por las Calles                                |
| 2022               | Hola Soy Yo                                           |
| 2022               | He Llenado mi Copa de Vino                            |
| 2022               | Ritos                                                 |
| 2023               | Miedo                                                 |
| 2023               | ¿Si me quedo o me voy? (Should I Stay or Should I Go) |
| 2024               | Ataque preventivo de la URSS                          |

### Singles
- Viejo Vaquero
- Al Sur
- No Se Nada de Ti

## Formación

### Miembros actuales

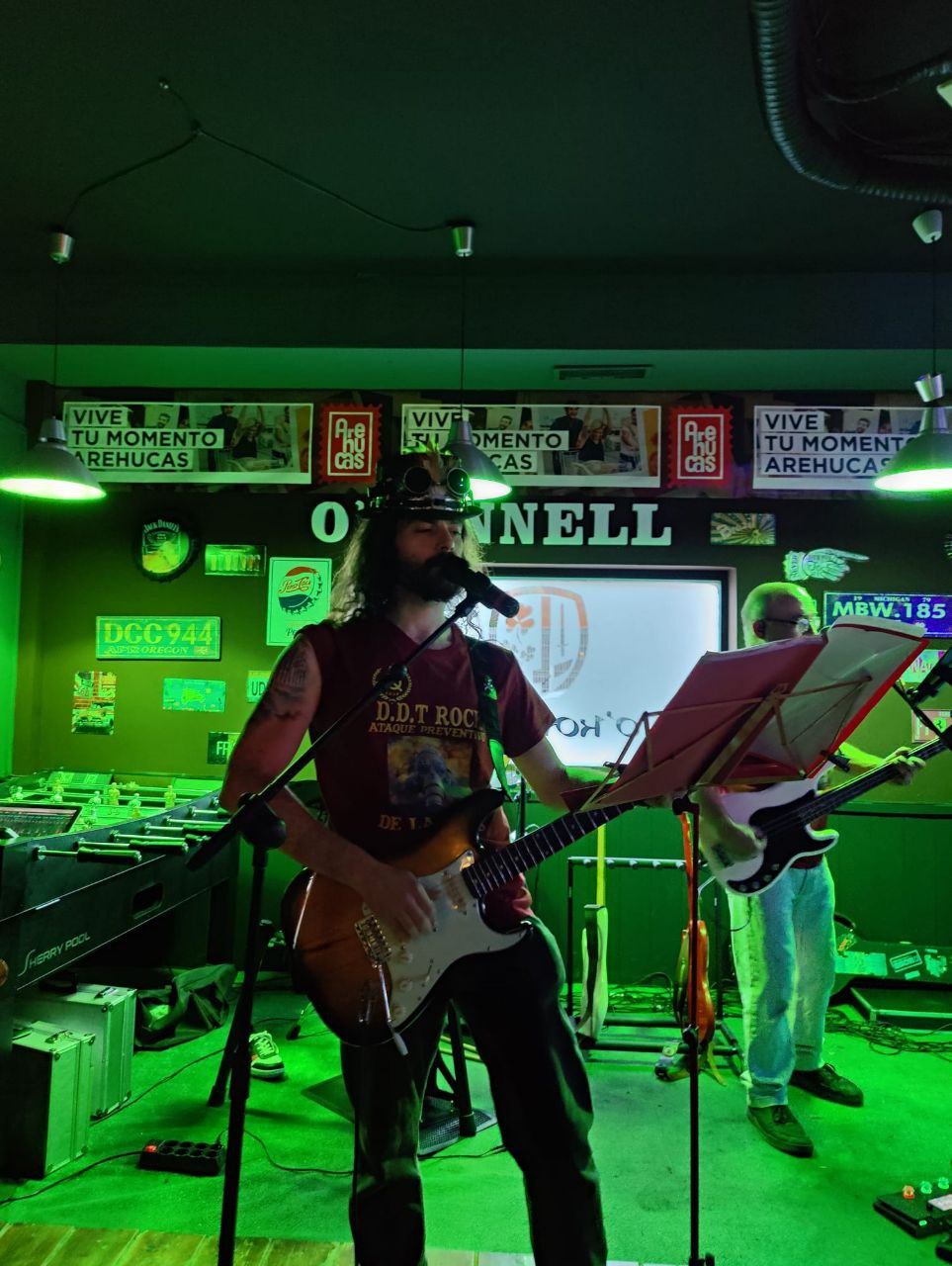
Javier Ortega voz y guitarrista
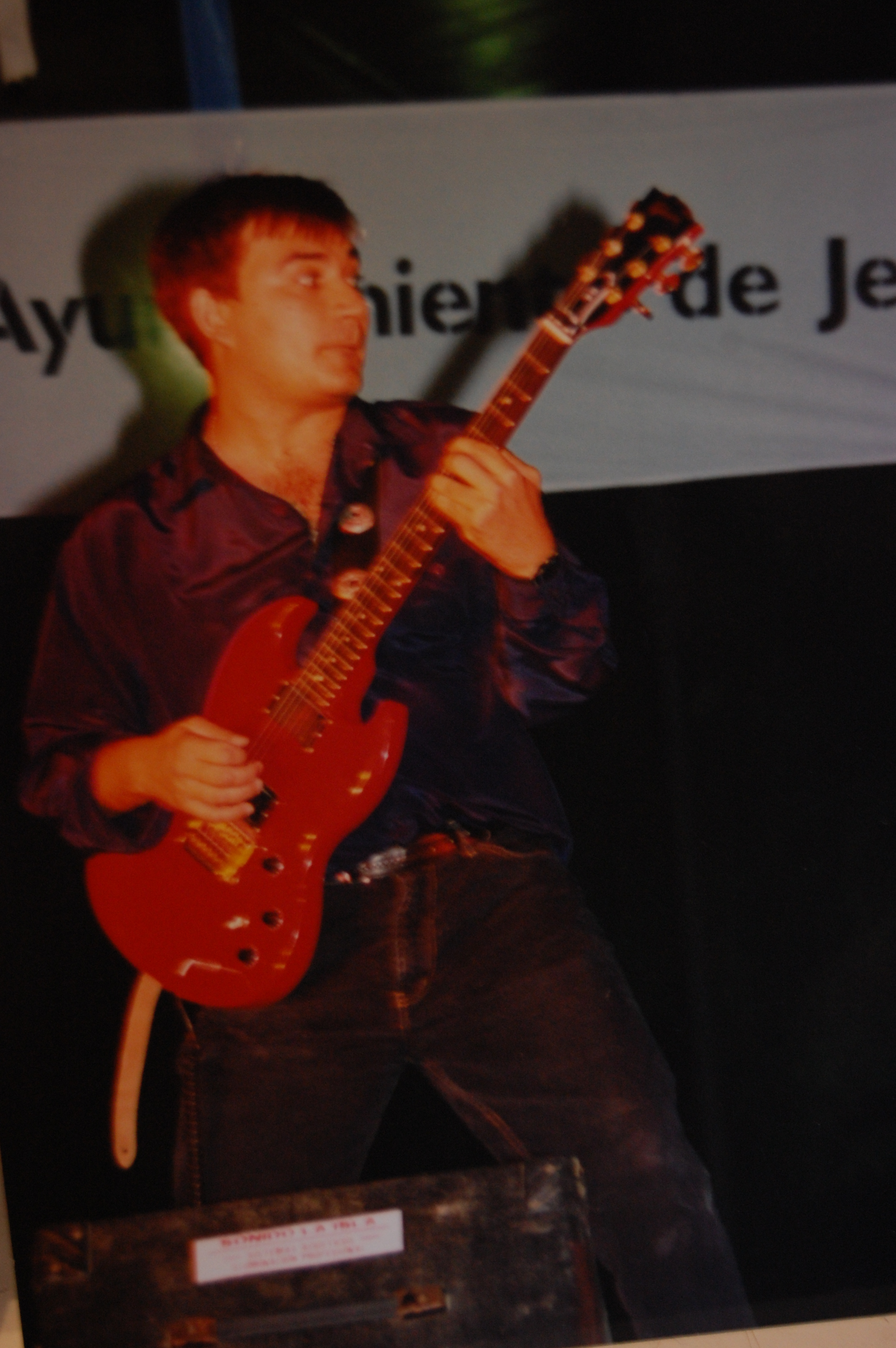
Juán Carlos Torreira (Bigote) guitarrista
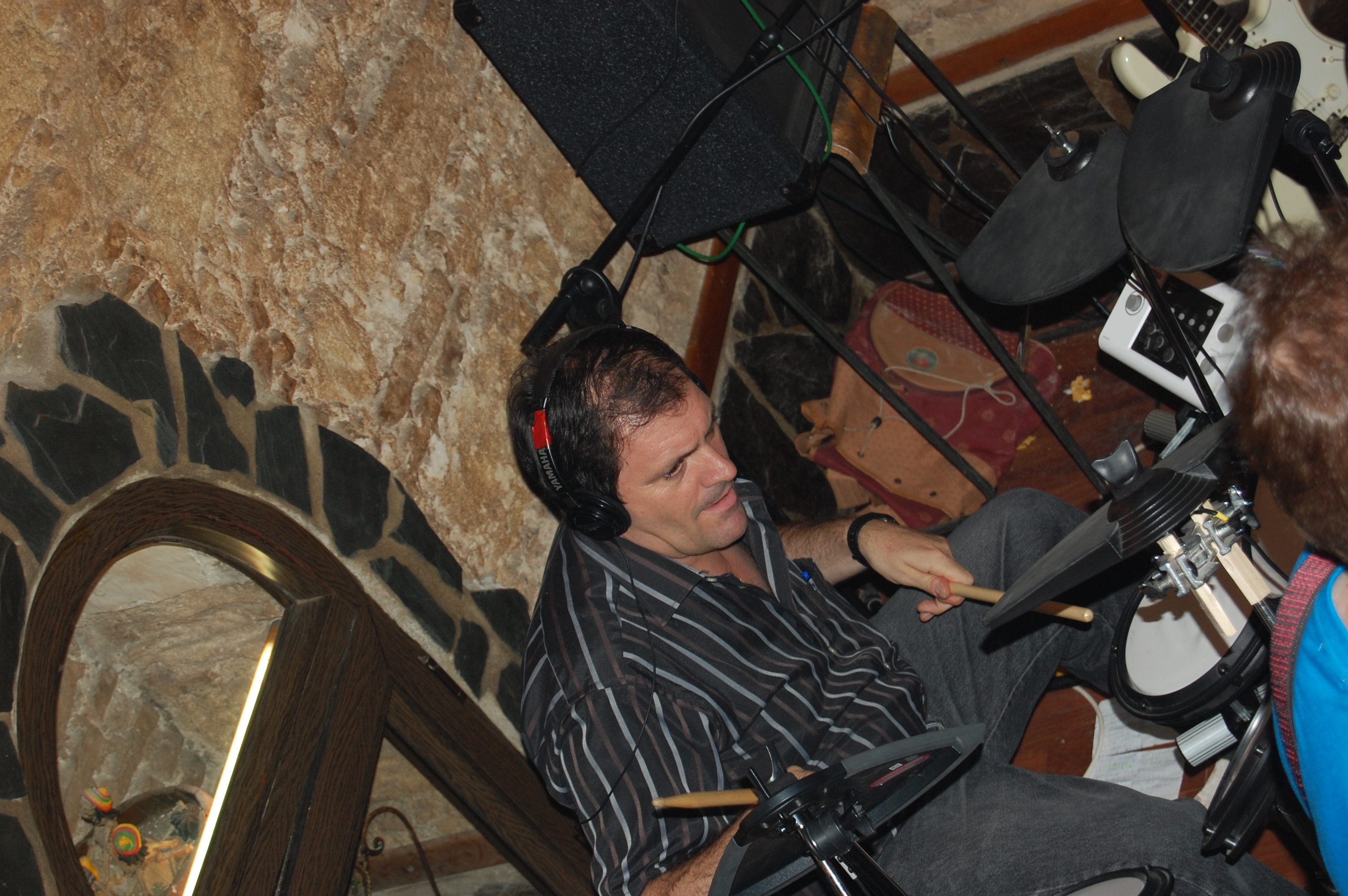
Juan Aubin Camachi (Willy) Baterista y voz
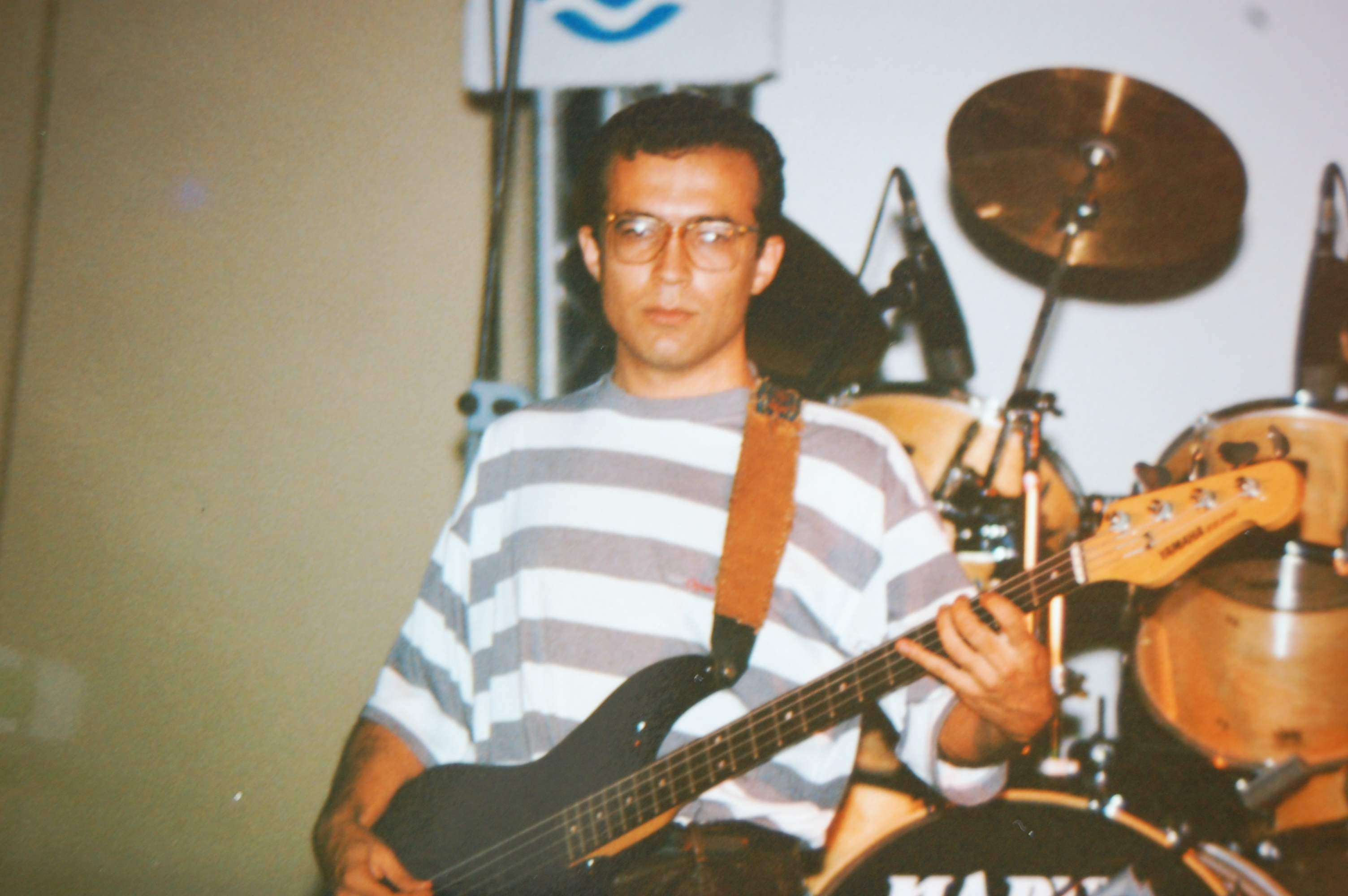
Patricio de los Santos (Patri) Bajista y voz

- Javier Ortega - Voz y guitarra.
- Juan Carlos Torreira Arana - compositor de letras y música guitarra (componente inicial).
- Juan Abuín Camacho - Batería y voz .
- Patricio de los Santos - Bajo  y  voz .

### Antigua Formación

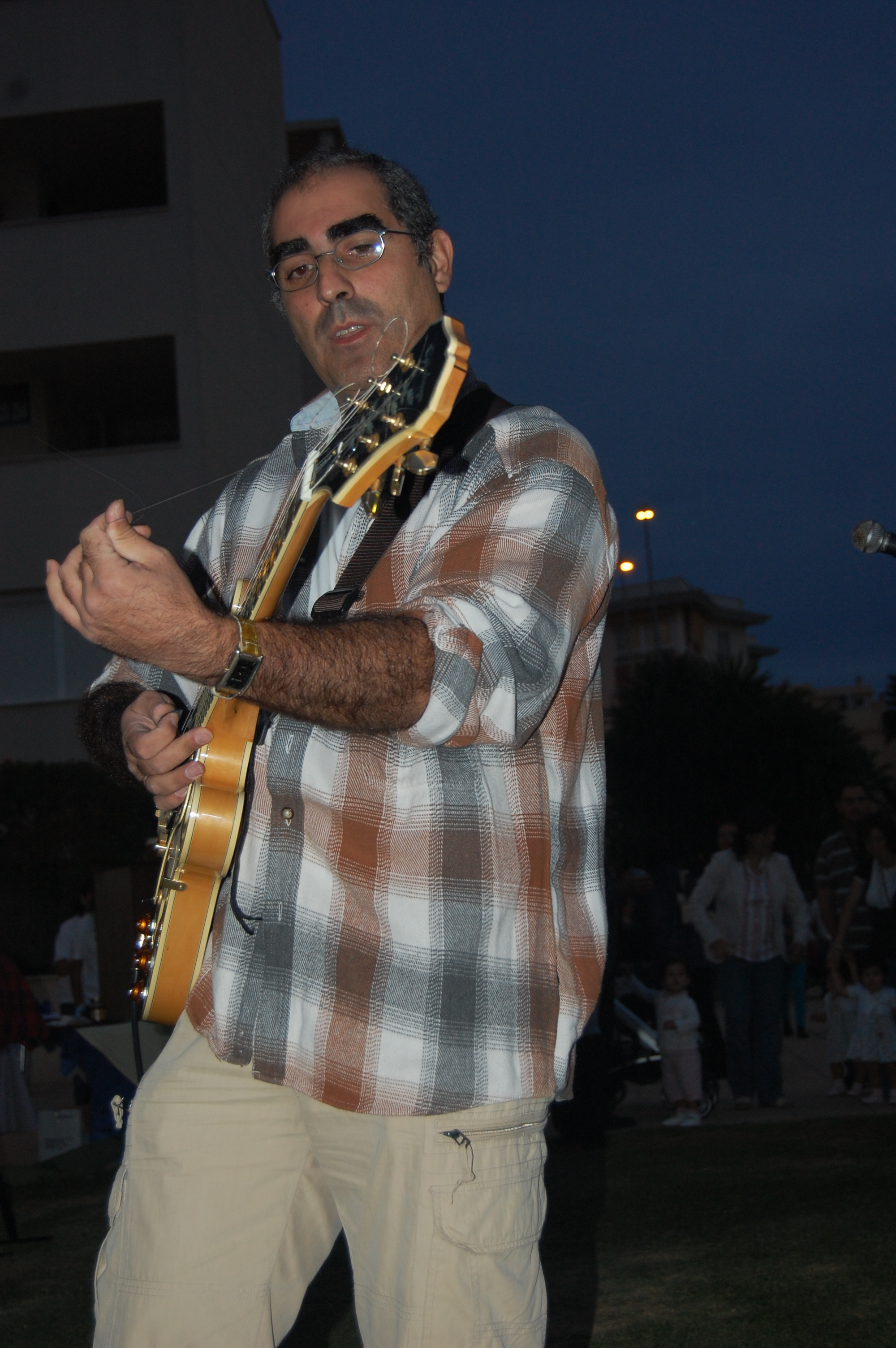
Francisco Sánchez (Paco) vocalista
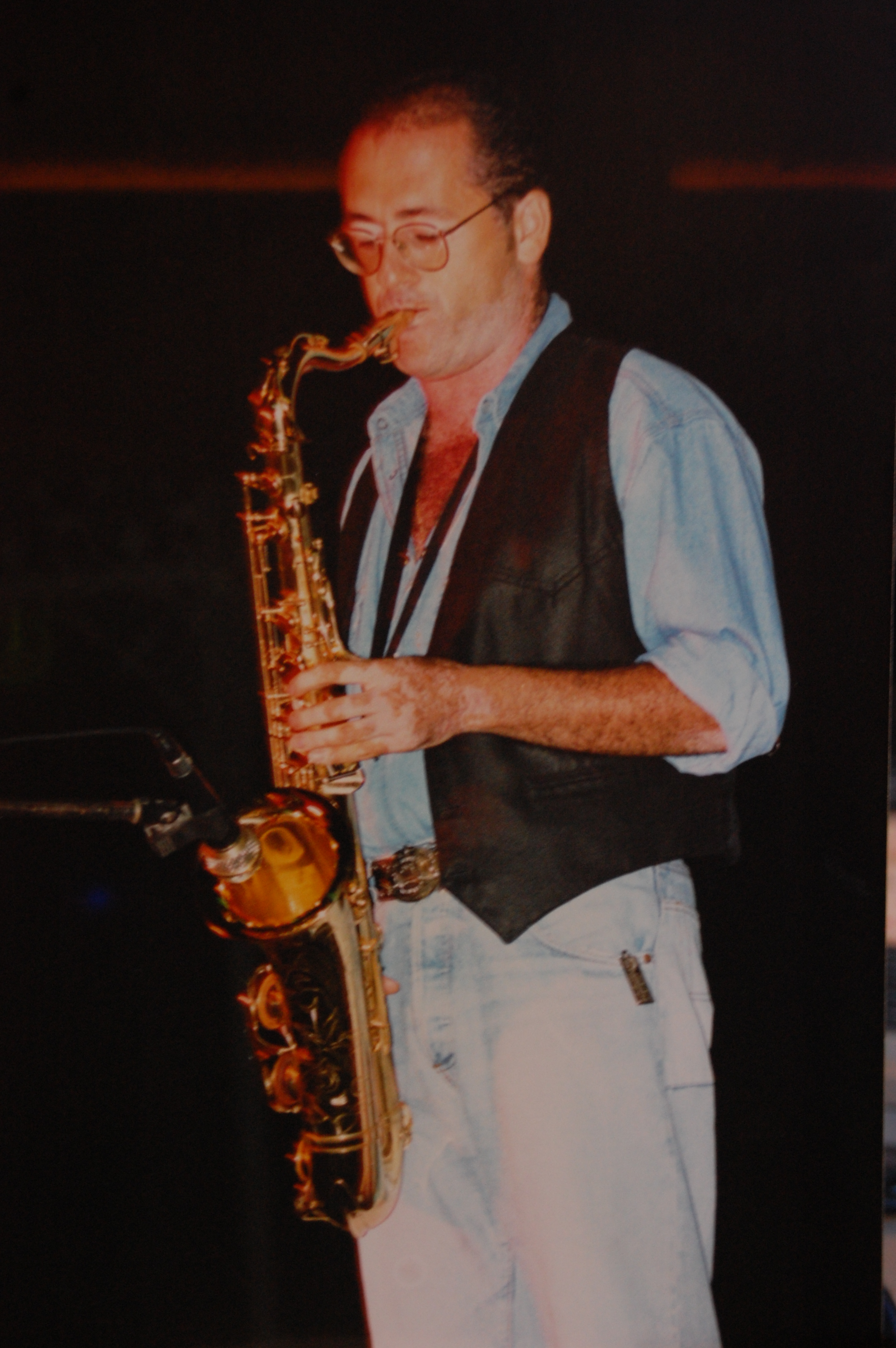
Jose Torres (Pepe Torres) Saxo
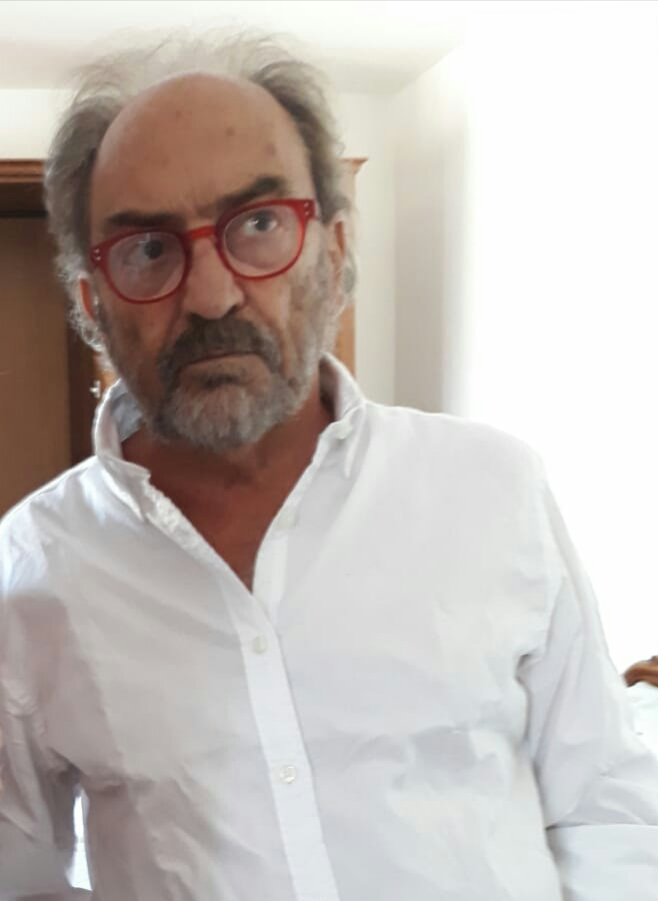
Sergio Fabián Marín (Sergio) baterista
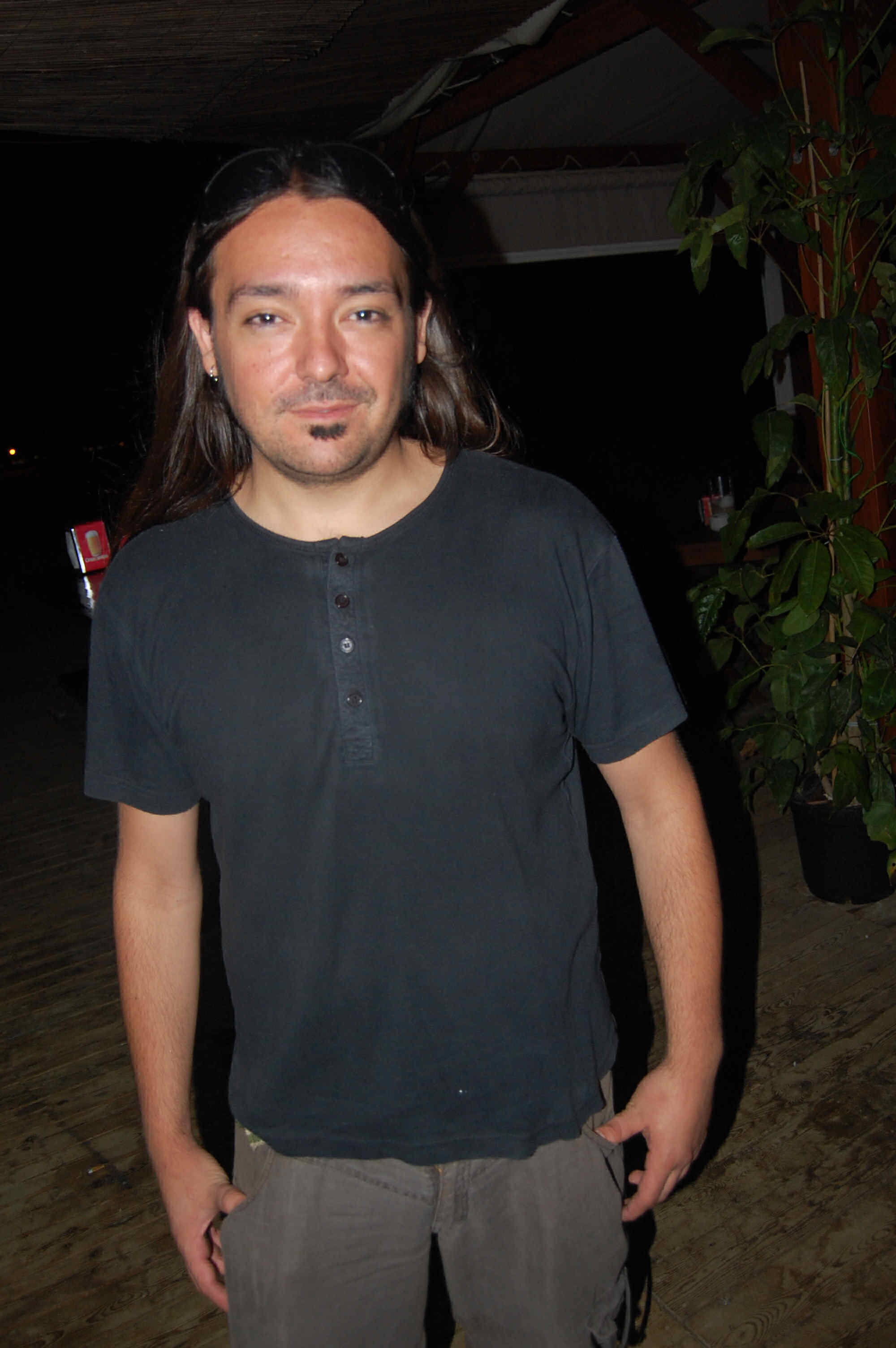
Manuel Argudo Pérez (Manu) Bajista
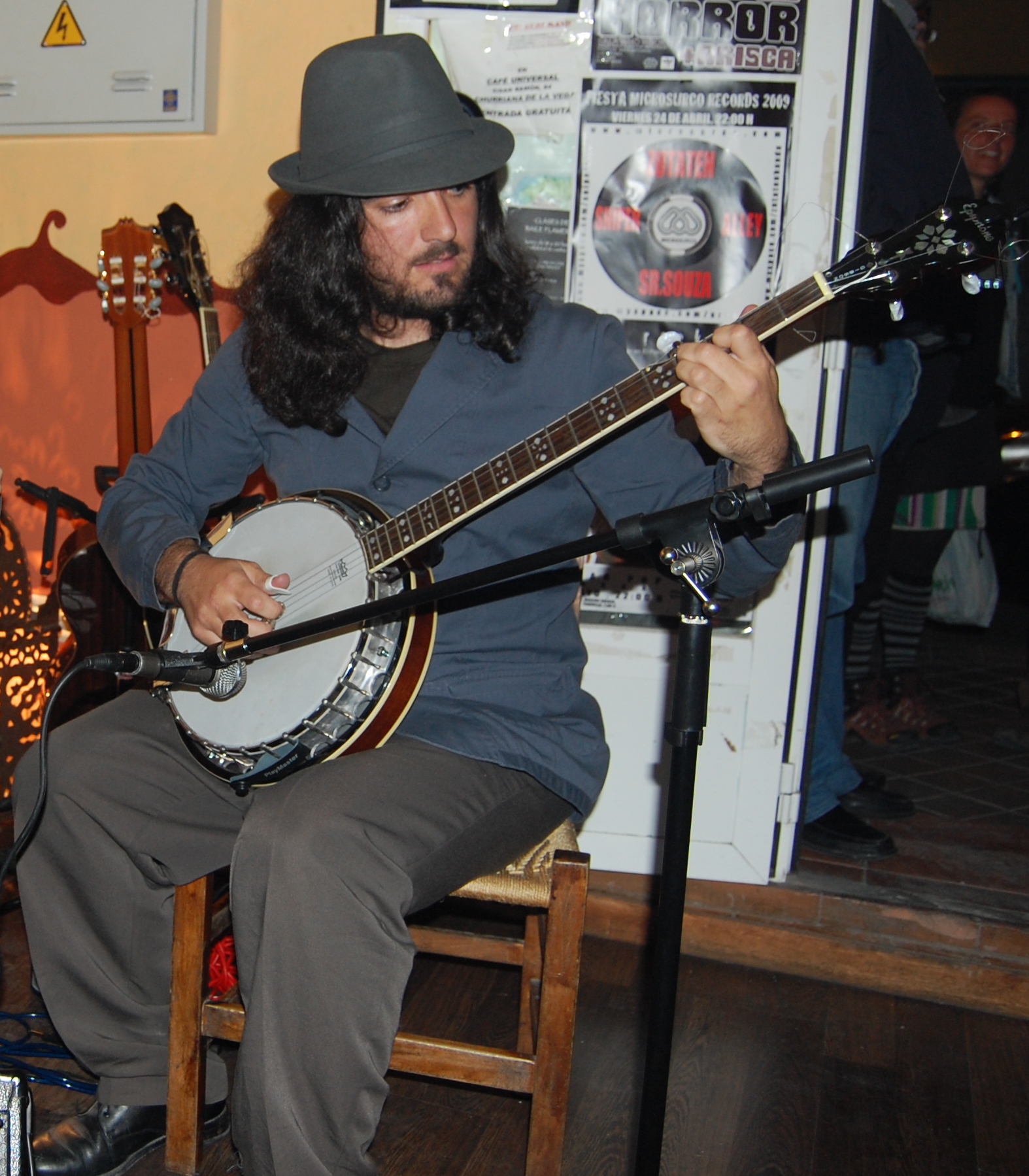
Manuel Meijome Tejero (Manue) Bajista
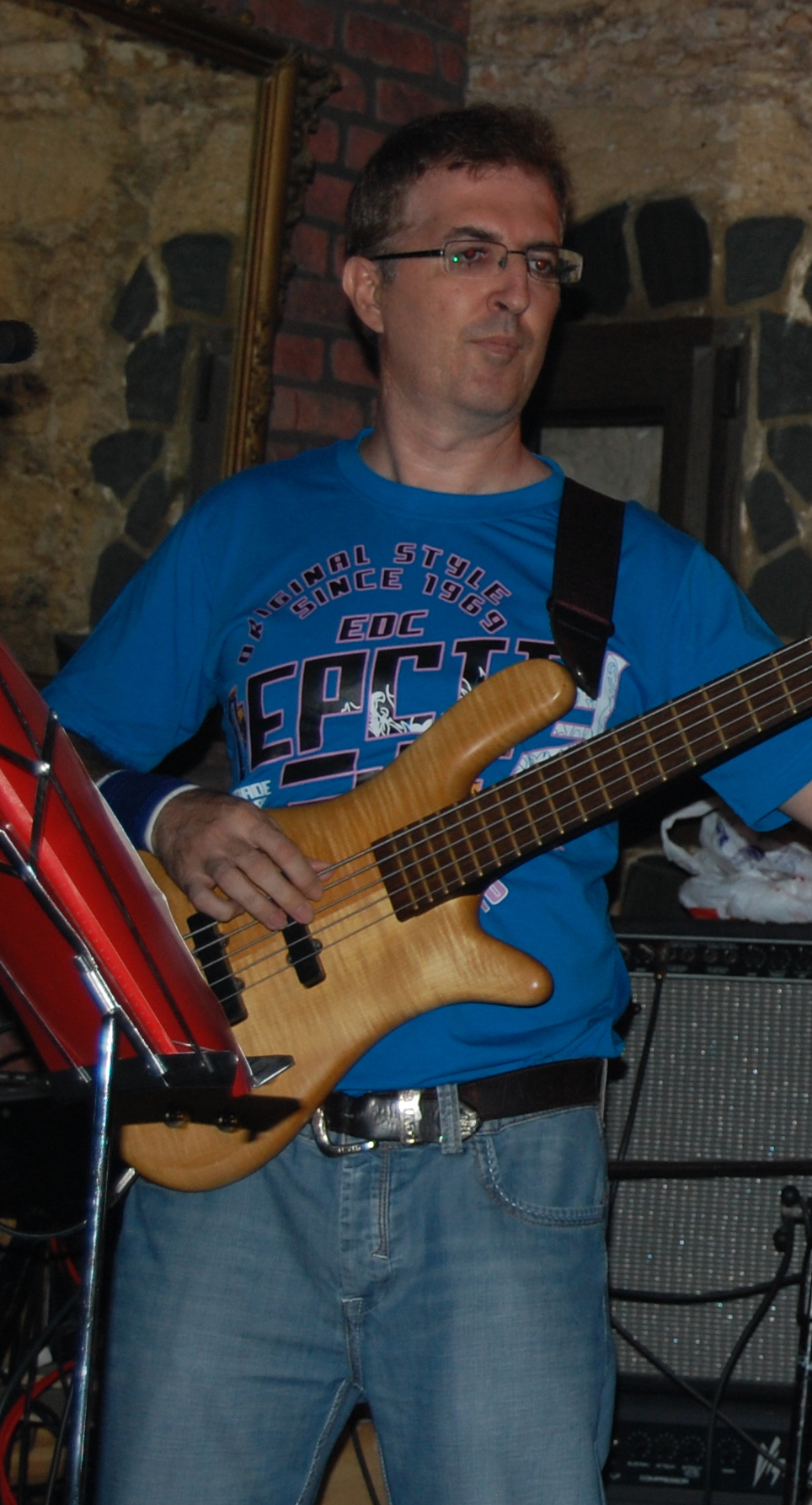
Diego Cancela Romero (Diego) Bajista y Guitarra

- Francisco Sánchez - voz y guitarra - compositor de letras y música (componente inicial).
- Sergio Fabián Marín (Argentina) - Batería.
- Manuel Argudo Pérez - Bajo.
- María José Rodríguez - Coros.
- Pablo Nieto - batería
- Alberto Pinto - bajo.
- Miguel Ángel Crespo - bajo.
- Diego Cancela Romero -  Guitarra.
- Manuel Méijome Tejero - Banjo.

Componentes de la Banda original.
- Juan Carlos Torreira Arana - compositor de letras y música guitarra (componente inicial).
- Francisco Sánchez - voz y guitarra - compositor de letras y música
- Juan Carlos Torres - Batería .
- Patricio de los Santos - Bajo.
- José Torres - saxo.
- Nacho - Teclados.

## Conciertos

### Gira 2008 - 2009 Desnchufaos - Seguimos Vivos
| Fecha de concierto       | Sala                             | Ciudad                       |
| 18 de abril de 2008      | Sala el triple                   | Jerez de la Frontera (Cádiz) |
| 13 de septiembre de 2008 | Club100                          | Crevillente (Alicante)       |
| 18 de octubre de 2008    | Bda Palos Blancos                | Jerez de la Frontera (Cádiz) |
| 14 de noviembre          | Cafe Concierto Medieval          | Coria (Cáceres)              |
| 7 de agosto de 2009      | Chiringuito Playa de la Costilla | Rota (Cádiz)                 |

### Gira 2009 - 2011 Fuera de la Ley - Somos unos Forajidos
| Fecha de concierto      | Sala                          | Ciudad                       |
| 23 de octubre de 2009   | Zeppelin Bar                  | Alhaurín el Grande (Málaga)  |
| 9 de abril de 2010      | Sala El Triple                | Jerez de la Frontera (Cádiz) |
| 22 de junio de 2010     | Colegio Blas Infante          | Trebujena (Cádiz)            |
| 10 de julio de 2010     | Javrock                       | Jerez de la Frontera (Cádiz) |
| 20 de noviembre de 2010 | Sala Kilombo Festival IDI     | Jerez de la Frontera (Cádiz) |
| 24 de febrero de 2011   | Sala Limit                    | Jerez de la Frontera (Cádiz) |
| 10 de marzo de 2011     | El Rincón del Pirata Karaoke  | Jerez de la Frontera (Cádiz) |
| 19 de marzo de 2011     | Sala Paul Festival Rock Local | Jerez de la Frontera (Cádiz) |
| 25 de marzo de 2011     | Sala Odeon                    | San Fernando (Cádiz)         |